# Bon Echo Provincial Park
Bon Echo Provincial Park är en park i Kanada.   Den ligger i provinsen Ontario, i den sydöstra delen av landet, 130 km väster om huvudstaden Ottawa. Bon Echo Provincial Park ligger 337 meter över havet. Den ligger vid sjöarna  Little Long Lake och Little Rock Lake.
Terrängen runt Bon Echo Provincial Park är platt. Runt Bon Echo Provincial Park är det mycket glesbefolkat, med 2 invånare per kvadratkilometer.. 
I omgivningarna runt Bon Echo Provincial Park växer i huvudsak blandskog.